# Самоская, Икарийская и Корсенская митрополия
Са́мосская, Икари́йская и Корсе́нская митрополия (греч. Ιερά Μητρόπολις Σάμου, Ικαρίας και Κορσεών) — епархия «Новых территорий» Элладской православной церкви, также соподчинённая Константинопольской православной церкви. Центром епархии является город Самос в Греции.

## Управляющие
- Кирилл (Аграфиотис) (28 мая 1815 — март 1834)
- Аристарх (Барбатес) (март 1834 — 1 января 1836)
- Феодосий (20 марта 1836 — 16 февраля 1841)
- Парфений (Куцоманолис) (16 февраля 1841 — июля 1842)
- Григорий III (июль 1842 — 26 сентября 1852)
- Гавриил (Кацарас) (13 июля 1855 — 31 августа 1900)
- Афанасий (Капоралис) (28 сентября 1900 — 9 февраля 1903)
- Константин (Бондзалидис) (23 февраля 1903 — 31 марта 1926)
- Ириней (Папамихаил) (10 апреля 1926 — 29 июня 1963)
- Пантелеимон (Хрисофакису) (21 ноября 1965 — 13 июля 1974)
- Пантелеимон (Бардакос) (15 июля 1974 — 1 июля 1995)
- Евсевий (Пистолис) (с 22 июля 1995 года)